# Nambour
Nambour är en del av en befolkad plats i Australien. Den ligger i kommunen Sunshine Coast och delstaten Queensland, omkring 94 kilometer norr om delstatshuvudstaden Brisbane.
Närmaste större samhälle är Buderim, omkring 12 kilometer sydost om Nambour. 
Omgivningarna runt Nambour är en mosaik av jordbruksmark och naturlig växtlighet. Runt Nambour är det tätbefolkat, med 735 invånare per kvadratkilometer. Genomsnittlig årsnederbörd är 1 778 millimeter. Den regnigaste månaden är januari, med i genomsnitt 345 mm nederbörd, och den torraste är september, med 40 mm nederbörd.